# Daniel Hamilton
Pour les articles homonymes, voir Hamilton.
Daniel Hamilton, né le 8 août 1995 à Los Angeles, Californie, est un joueur américain de basket-ball. Il évolue aux postes d'arrière et d'ailier.

## Biographie

### Carrière universitaire
Le 6 avril 2016, il annonce sa candidature à la draft 2016 de la NBA.

### Carrière professionnelle
Le 23 juin 2016, il est sélectionné à la 56e position de la draft 2016 de la NBA par les Nuggets de Denver. Le lendemain, ses droits sont transférés au Thunder d'Oklahoma City en échange d'une compensation financière. Daniel est très utilisé en NBA G League par les Blue d'Oklahoma City ou il possède la ligne de statitistique suivante: 16,1 points par match avec 9,0 rebonds et 8,0 assists.
Avec l'équipe d'OKC il joue en moyenne 4,6 minutes avec 2 points par match 0,8 rebond et 1,3 passe décisive. Il est le plus souvent utilisé par Billy Donovan en fin de match lorsque le résultat est déjà acquis par une des deux équipes.

## Statistiques

### Universitaires
Les statistiques en matchs universitaires de Daniel Hamilton sont les suivantes :
| Saison    | Équipe      | Matchs | Titul. | Min./m | % Tir | % 3pts | % LF | Rbds/m. | Pass/m. | Int/m. | Ctr/m. | Pts/m. |
| --------- | ----------- | ------ | ------ | ------ | ----- | ------ | ---- | ------- | ------- | ------ | ------ | ------ |
| 2014-2015 | Connecticut | 35     | 35     | 31,4   | 38,0  | 34,3   | 66,7 | 7,63    | 3,66    | 0,94   | 0,37   | 10,86  |
| 2015-2016 | Connecticut | 36     | 36     | 32,0   | 38,7  | 33,1   | 86,0 | 8,92    | 4,72    | 1,06   | 0,42   | 12,53  |
| Total     |             | 71     | 71     | 31,7   | 38,4  | 33,7   | 77,2 | 8,28    | 4,20    | 1,00   | 0,39   | 11,70  |

## Palmarès
- Second-team All-AAC (2016)
- AAC Rookie of the Year (2015)

## Vie privée
Ses frères Jordan et Isaac sont aussi joueurs de basket-ball.